# قلعه ساکادو
قلعه ساکادو (به ژاپنی: 坂戸城, Sakado-jō)، یک قلعه ژاپنی در دوره سنگوکو در می‌نامی‌اوئونوما، نیگاتا، استان نیگاتا ژاپن بود.
ویرانه‌ها از سال ۱۹۷۹ به عنوان یک مکان تاریخی ملی (یادمان‌های ژاپن) محافظت می‌شوند.